# سلة أوبك المرجعية
سلة أوبك المرجعية (بالإنجليزية: OPEC Reference Basket) ويشار إليها أيضا باسم سلة أوبك. هي عبارة عن متوسط مرجح لأسعار الخامات البترولية التي ينتجها أعضاء أوبك. يتم استخدام هذا المعيار كمقياس مهم لأسعار النفط الخام. تحاول منظمة أوبك في كثير من الأحيان الحفاظ على سعر سلة أوبك بين الحدود الأعلى والأدنى من خلال زيادة الإنتاج وتقليله، وهذا المقياس يجعل هذا المصطلح مهما لمحللي السوق. تشكل سلة الأوبك على قائمة منتجات النفط الخام تشمل الخام الخفيف والثقيل، وهما أثقل من كل من خام برنت وخام غرب تكساس الوسيط.

## السلة
منذ 1 يناير 2017م تتكون السلة المرجعية لمنظمة الأوبك من المتوسط المرجح للخامات التالية:
- مزيج الصحراء (من الجزائر).
- جيراسول (من أنجولا).
- أورينت (من الإكوادور).
- رابي الخفيف (من الغابون).
- إيران الثقيل (من إيران).
- البصرة الخفيف (من العراق).
- الصادرات الكويتية (من الكويت).
- السدر (من ليبيا).
- بوني الخفيف (من نيجيريا).
- قطر البحرية (من قطر).
- العربي الخفيف (من المملكة العربية السعودية).
- مربان (من الإمارات).
- ميري (من فنزويلا).

## السلة القديمة
قبل 16 يونيو 2005م لم تتضمن سلة الأوبك خامات النفط من جميع أعضاء أوبك. كانت السلة السابقة تتكون من سبعة خامات:
- مزيج الصحراء (من الجزائر).
- ميناس (من إندونيسيا).
- برزخ (من المكسيك بلد خارج أوبك)
- بوني الخفيف (من نيجيريا).
- العربي الخفيف (من المملكة العربية السعودية).
- خام فاتح (من دبي - الإمارات العربية المتحدة).
- تيا خوانا الخفيف (من فنزويلا).